# Waking the Dead
Waking the Dead (Despertando a los muertos en Hispanoamérica o Resucitar un amor en España) es una película estadounidense de 2000 dirigida por Keith Gordon. El guion por Robert Dillon está basado en la novela homónima de 1986 escrita por Scott Spencer.

## Argumento
Durante los años 1970, un joven con ambiciones políticas pierde a su novia, una activista prodemocracia, en un atentado terrorista ejecutado en suelo estadounidense por elementos afines a la dictadura de Augusto Pinochet en Chile. Años después, ya convertido en candidato al Congreso por el Partido Demócrata, comienza a cuestionar su cordura cuando siente la presencia de su novia muerta.

## Elenco
- Billy Crudup como Fielding Pierce.
- Jennifer Connelly como Sarah Williams.
- Hal Holbrook como Isaac Green.
- Janet McTeer como Caroline Pierce.
- Paul Hipp como Danny Pierce.
- Molly Parker como Juliet Beck.
- Sandra Oh como Kim.